# Ratpenat rovellat
El ratpenat rovellat (Pipistrellus rusticus) és una espècie de ratpenat de la família dels vespertiliònids que es troba a Angola, Botswana, Burkina Faso, República Centreafricana, el Txad, Etiòpia, Ghana, Kenya, Malawi, Moçambic, Namíbia, Nigèria, Senegal, Sud-àfrica, el Sudan, Tanzània, Uganda, Zàmbia i Zimbàbue.
Habita la sabana.